# Vyacheslav Amin
Vyacheslav Genrikhovich Amin - em russo: Вячеслав Генрихович Амин (10 de dezembro de 1976) é um ex-futebolista quirquiz que atuava como zagueiro.

## Carreira
Em 15 anos de carreira, Amin defendeu Alga Bishkek, SKA Bishkek e Zhetysu do Cazaquistão. Aposentou-se no Abdysh-Ata Kant, em 2009.

## Seleção Quirguiz
Com 38 partidas e um gol marcado, é o terceiro atleta que mais disputou jogos pela Seleção Quirguiz, pela qual atuou entre 2000 e 2009.